# Armadillidium amicorum
Armadillidium amicorum är en kräftdjursart som beskrevs av Juan Manuel Rodriguez och Vicente 1993. Armadillidium amicorum ingår i släktet Armadillidium och familjen klotgråsuggor. Inga underarter finns listade i Catalogue of Life.